# Aesa iriana
Aesa iriana é uma espécie de coleóptero da tribo Anacolini (Prioninae), com distribuição restrita apenas na Indonésia.

## Sistemática
- Ordem Coleoptera
  - Subordem Polyphaga
    - Infraordem Cucujiformia
      - Superfamília Chrysomeloidea
        - Família Cerambycidae
          - Subfamília Prioninae
            - Tribo Anacolini
              - Gênero Aesa
                - Aesa iriana